# Большое Алгарви
Большое Алга́рви — городская агломерация в Португалии, включающая в себя город Фару и прилегающие к нему 16 муниципалитетов. Данная агломерация обладает определённой административной автономией.
В Большое Алгарви входят следующие муниципалитеты:
- Албуфейра
- Алжезур
- Алкотин
- Вила-ду-Бишпу
- Вила-Реал-де-Санту-Антониу
- Каштру-Марин
- Лагоа
- Лагуш
- Лоле
- Моншике
- Ольян
- Портиман
- Сан-Браш-ди-Алпортел
- Силвеш
- Тавира
- Фару